# Pascal Simon
Pascal Simon (Mesnil-Saint-Loup, 27 settembre 1956) è un ex ciclista su strada e ciclocrossista francese, vincitore di una tappa e del Premio della Combattività al Tour de France 1988, indossò per sette giorni la maglia gialla, simbolo del primato in classifica generale, al Tour de France 1983, prima di essere costretto al ritiro nel corso della 17ª tappa a causa dei postumi di una caduta rimediata nella 11ª che gli procurarono seri danni ad una spalla..
Ottenne buoni risultati soprattutto nelle brevi corse a tappe francesi come Critérium du Dauphiné, Parigi-Nizza e Critérium International ed al Tour de Romandie, con diversi podi e piazzamenti ai vertici delle classifiche generali finali.
Anche i suoi fratelli Régis, Jérôme e François sono stati ciclisti professionisti di alto livello.

## Palmares

### Strada
- 1974 (Allievi, una vittoria)

Campionati francesi Allievi, in linea
- 1978 (Dielettanti, due vittoria)

Tour du Béarn
Trophée Peugeot à Sedan
2ª tappa Circuit de Saône-et-Loire
- 1978 (Dielettanti, quattro vittoria)

Circuit des monts du Livradois
Paris-Vailly
Tour du Béarn
1ª tappa Circuit de Saône-et-Loire
- 1979 (Peugeot, una vittoria)

Ronde de Montauroux
- 1980 (Peugeot, una vittoea)

Tour du Haut-Var
- 1981 (Peugeot, tre vittorie)

11ª tappa Tour de l'Avenir (Saint-Julien-en-Genevois > Morzine)
12ª tappa Tour de l'Avenir (Morzine > Avoriaz, cronoscalata)
Classifica generale Tour de l'Avenir
- 1982 (Peugeot, tre vittorie)

15ª tappa Tour de France (Manosque > Orcières-Merlette)
1ª tappa Clásico RNC (Popayán > Cali)
5ª tappa Clásico RNC (Pereira > Cerito)
- 1983 (Peugeot, tre vittorie)

Boucles des Sospel
Circuit du Sud-Est
7ª tappa Critérium du Dauphiné
- 1984 (Peugeot, due vittorie)

1ª tappa Tour de Midi-Pyrénées (Rieumes > Capvern)
Classifica generale Tour de Midi-Pyrénées
- 1986 (Peugeot, una vittoria)

Tour du Haut Var
- 1987 (Z, una vittoria)

Classifica generale Tour du Vaucluse
- 1988 (System U, una vittoria)

Chateauroux-Limoges
- 1991 (Castorama, una vittoria)

3ª tappa Tour du Limousin (Tulle > Aubusson)

### Ciclocross
- 1977 (Dilettanti, una vittoria)

Lanarvily
- 1978 (Dilettanti, una vittoria)

Campionati francesi militari, Ciclocross

### Altri successi
- 1977 (Dilettanti, due vittorie)

Manx Open Team Time Trial (Cronosquadre, con Sylvain Desfeux e Bernard Senechal)
- 1982 (Peugeot, una vittoria)

Classifica Gran Premi della Montagna Tour de Midi-Pyrénées
- 1983 (Peugeot, due vittorie)

Classifica Gran Premi della Montagna Critérium du Dauphiné
Criterium di Lisieux
- 1984 (Peugeot, una vittoria)

Criterium di Joigny
- 1986 (Peugeot, una vittoria)

4ª tappa, 2ª semitappa Parigi-Nizza (Carpentras > Avignone, cronosquadre)
- 1989 (Super U, una vittoria)

2ª tappa Tour de France (Lussemburgo > Lussemburgo, cronosquadre)
- 1991 (Castorama, una vittoria)

Classifica punti volanti Grand Prix du Midi Libre

## Piazzamenti

### Grandi Giri
- Giro d'Italia

1990: 73º
- Tour de France

1980: 28º
1982: 20º
1983: ritirato (alla 17ª tappa)
1984: 7º
1985: 20º
1987: 13º
1988: 53º
1989: 17º
1990: 13º
1991: 35º
- Vuelta a España

1985: 14º

### Classiche monumento
- Liegi-Bastogne-Liegi

1979: 16º
1980: 15º
1981: 20º
1982: 20º
1983: 16º
1984: 14º
1986: 29º
1987: 41º
1988: 30º
1990: 83º
- Giro di Lombardia

1980: 16º
1981: 8º
1982: 38º
1985: 14º
1989: 44º

### Competizioni mondiali
- Campionati del mondo su strada

Goodwood 1982 - In linea: ritirato
Barcellona 1984 - In linea: ritirato